# Karancsberény
Karancsberény là một thị trấn thuộc hạt Nógrád, Hungary. Thị trấn này có diện tích 23,14 km², dân số năm 2010 là 938 người, mật độ 41 người/km².